# 長寿寺 (湖南市)

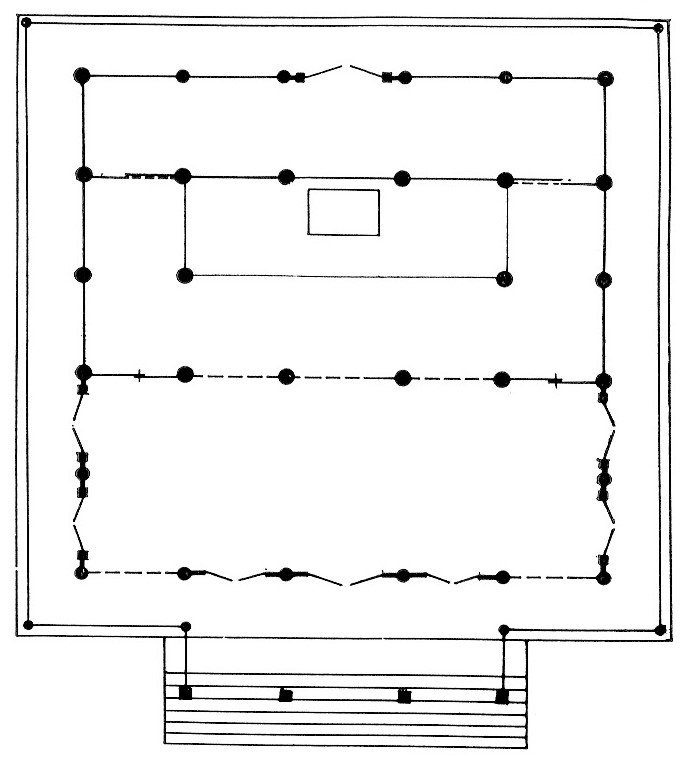
本堂平面図

長寿寺（ちょうじゅじ）は、滋賀県湖南市東寺にある天台宗の寺院。山号は阿星山（あぼしさん）。本尊は地蔵菩薩。
同じ湖南市に所在する常楽寺の「西寺（にしでら）」に対して、「東寺（ひがしでら）」と呼ばれている。常楽寺、善水寺とともに湖南三山の1つに数えられる。1月中旬には祭事の鬼ばしりが行われる。

## 歴史
創建の事情および時期については史料が乏しく定かでない。寺伝では、奈良時代の天平年間（729年 - 749年）に聖武天皇が良弁に子宝の祈願をさせたところ皇女（後の孝謙天皇）が誕生した。そこで良弁がこもっていた阿星山中は紫香楽宮の鬼門でもあるので、ここに鬼門封じと皇女の長寿を願い七堂伽藍24ヵ坊からなる勅願寺を建立して長寿寺と名付け、行基に作らせた子安地蔵を本尊としたという。その後、鎮守社として境内の南に白山神社が建立されている。
平安時代の貞観年間（859年 - 877年）に本堂が焼失するがすぐに復興される。その後は、阿星山五千坊と呼ばれるほどの天台仏教園を形成した。
鎌倉時代には源頼朝が、室町時代には足利将軍家が祈願所として諸堂を造改修したといわれる。当寺にも常楽寺同様三重塔があったが、織田信長によって安土城山中の摠見寺に移築され、重要文化財となっている。楼門は栗太郡（現・栗東市）の蓮台寺（廃寺）に移設されたが現存しない。
明治時代の神仏分離によって白山神社が当寺から独立した。

## 境内
- 本堂（国宝） - 建築年代を明確に示す史料はないが、蟇股（かえるまた）の様式などから平安時代最末期ないし鎌倉時代初期（12世紀）の建立と推定されている。寄棟造、檜皮葺き。桁行（正面）、梁間（側面）とも五間（ここでいう「間」は長さの単位ではなく、柱間の数を表す建築用語）。平面構成は、手前の梁間2間分を外陣（げじん、礼堂（らいどう）ともいう）、その奥の梁間2間分を内陣、奥の梁間1間分を後戸（うしろど）とする。堂正面には三間の向拝を付すが、これは貞治5年（1366年）の付加。外陣内部には柱が立たず、梁間方向に架け渡した3本の虹梁（こうりょう）で屋根荷重を支えている。虹梁上の蟇股の形態は古様で、本建物を平安時代末期の建立と推定する根拠の一つとなっている。天井は外陣、内陣、後戸ともに化粧屋根裏（天井板を張らず、垂木をそのまま見せる）とする。内外陣境は格子戸で区切り、内陣は窓のない暗黒の空間である。内陣にある春日厨子は文明12年（1480年）の造営。後世の改造が少なく、小屋組（屋根裏の構造）も含めて中世初期仏堂の形態を今に残す貴重な建物である[1]。
- 弁天堂（重要文化財） - 天文19年（1550年）建立。
- 弁天池
- 収蔵庫
- 鐘楼
- 白山神社 - 境内の中にあるかつての鎮守社。現在は独立している。
- 三重塔跡 - 礎石が残る。
- 石造多宝塔（湖南市指定有形文化財）
- 庫裏
- 山門

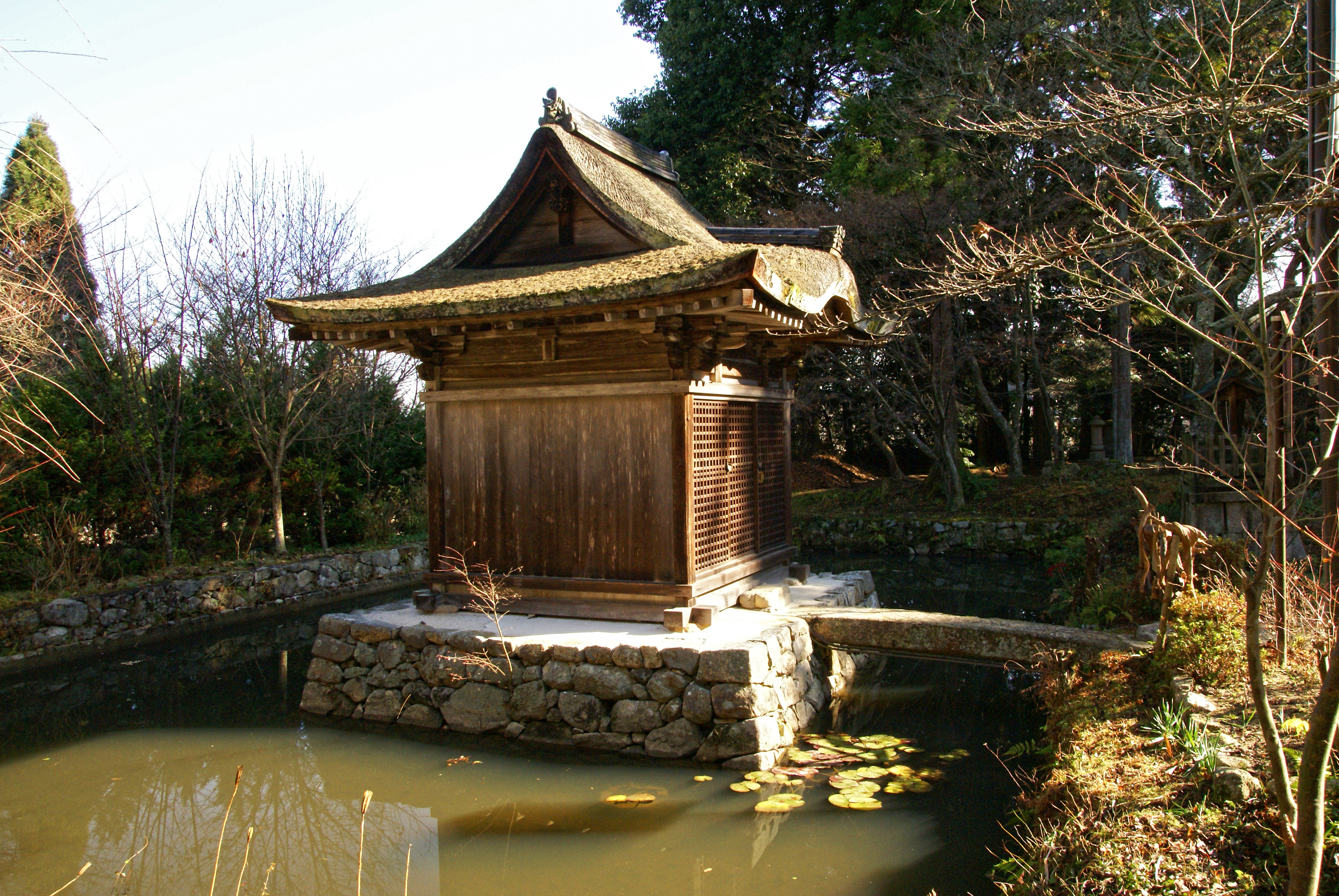
弁天堂
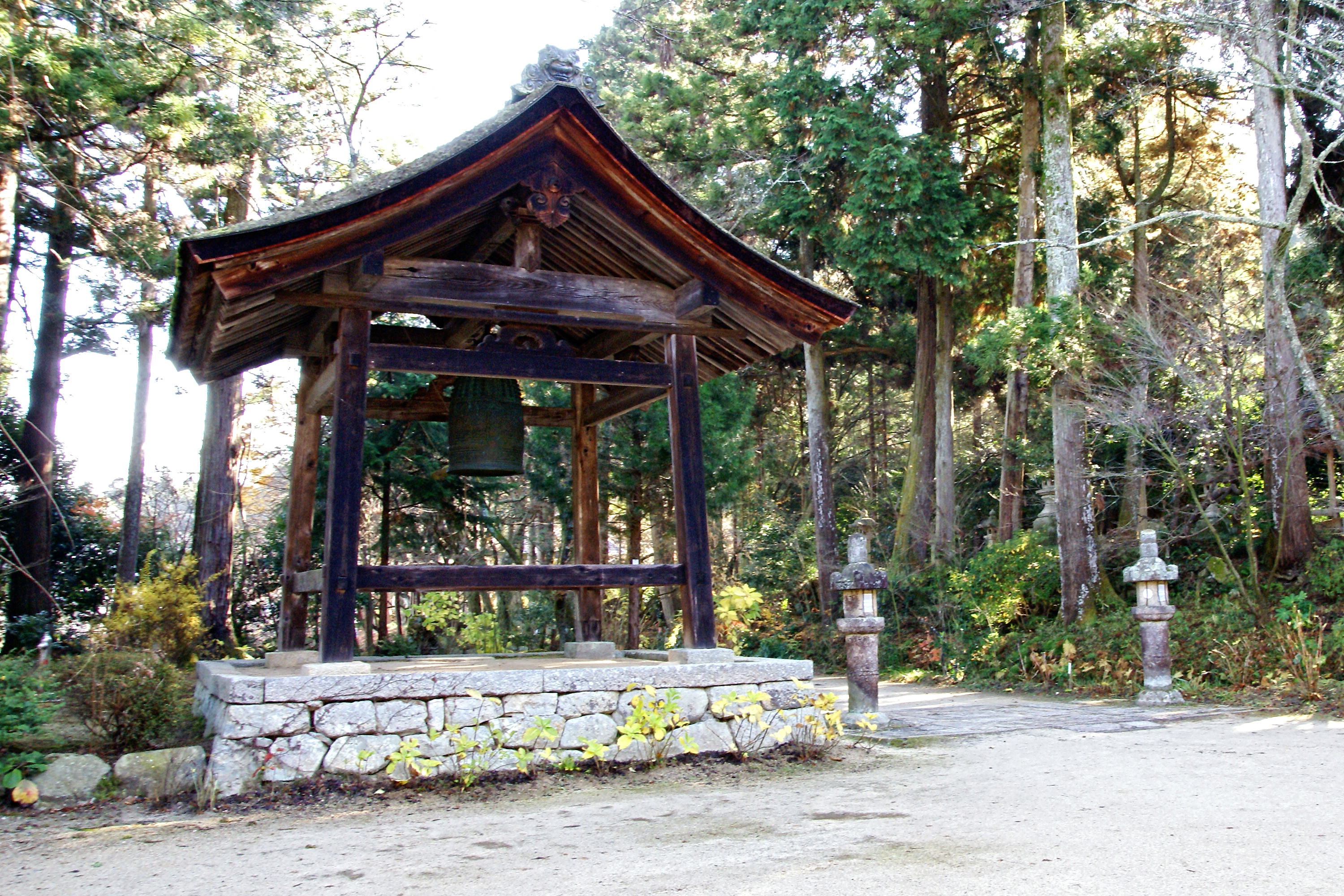
鐘楼
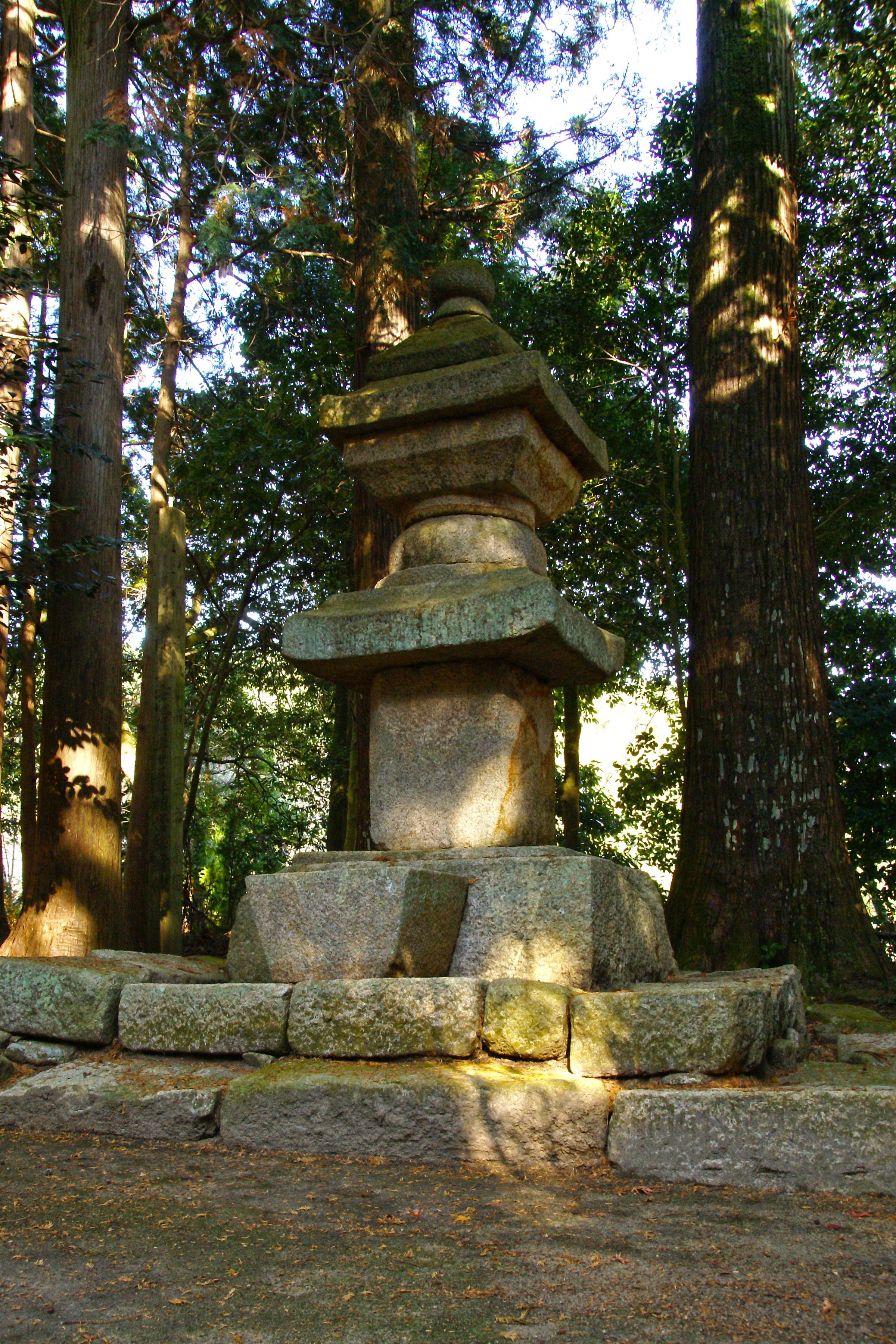
石造多宝塔
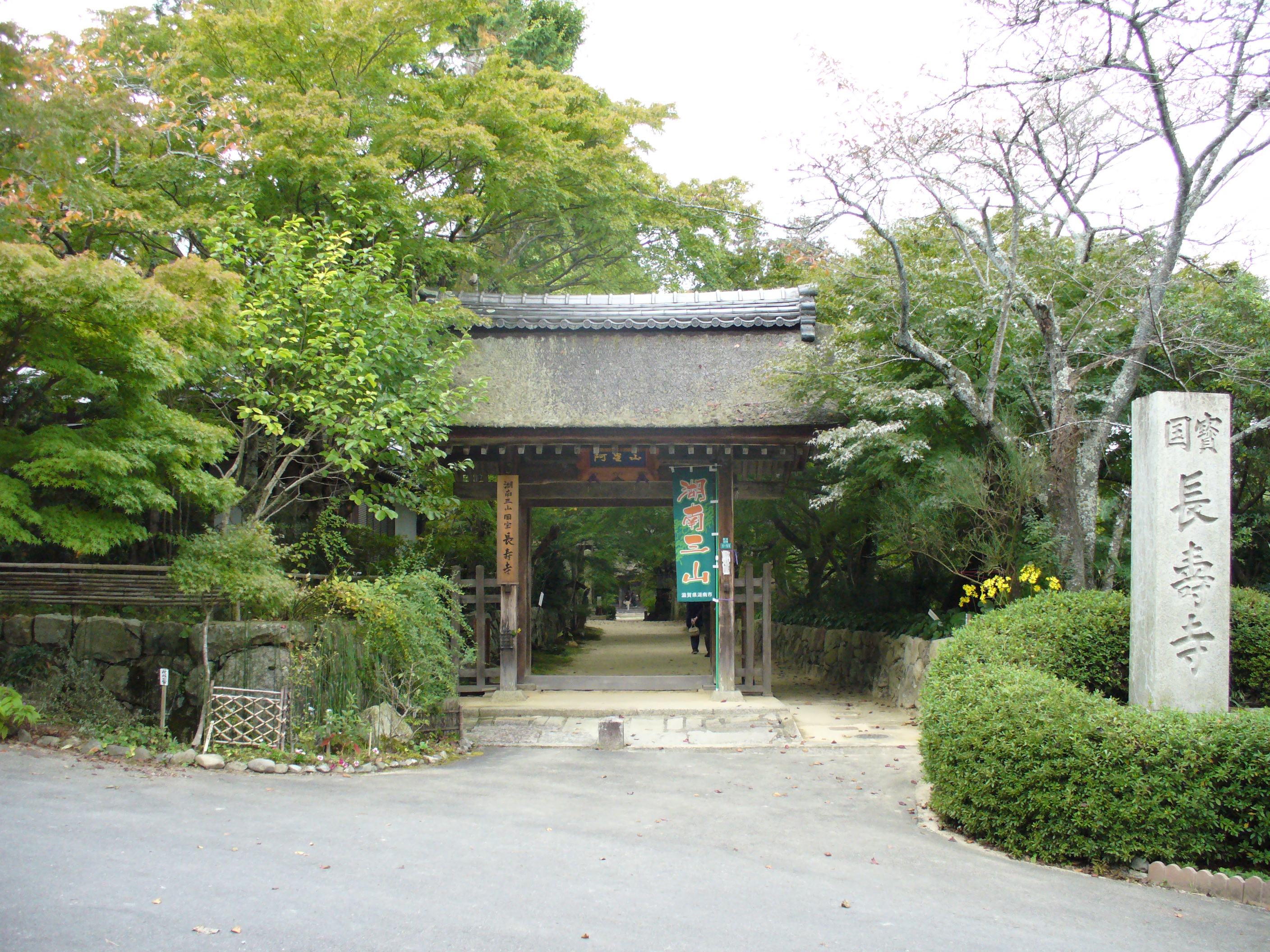
山門
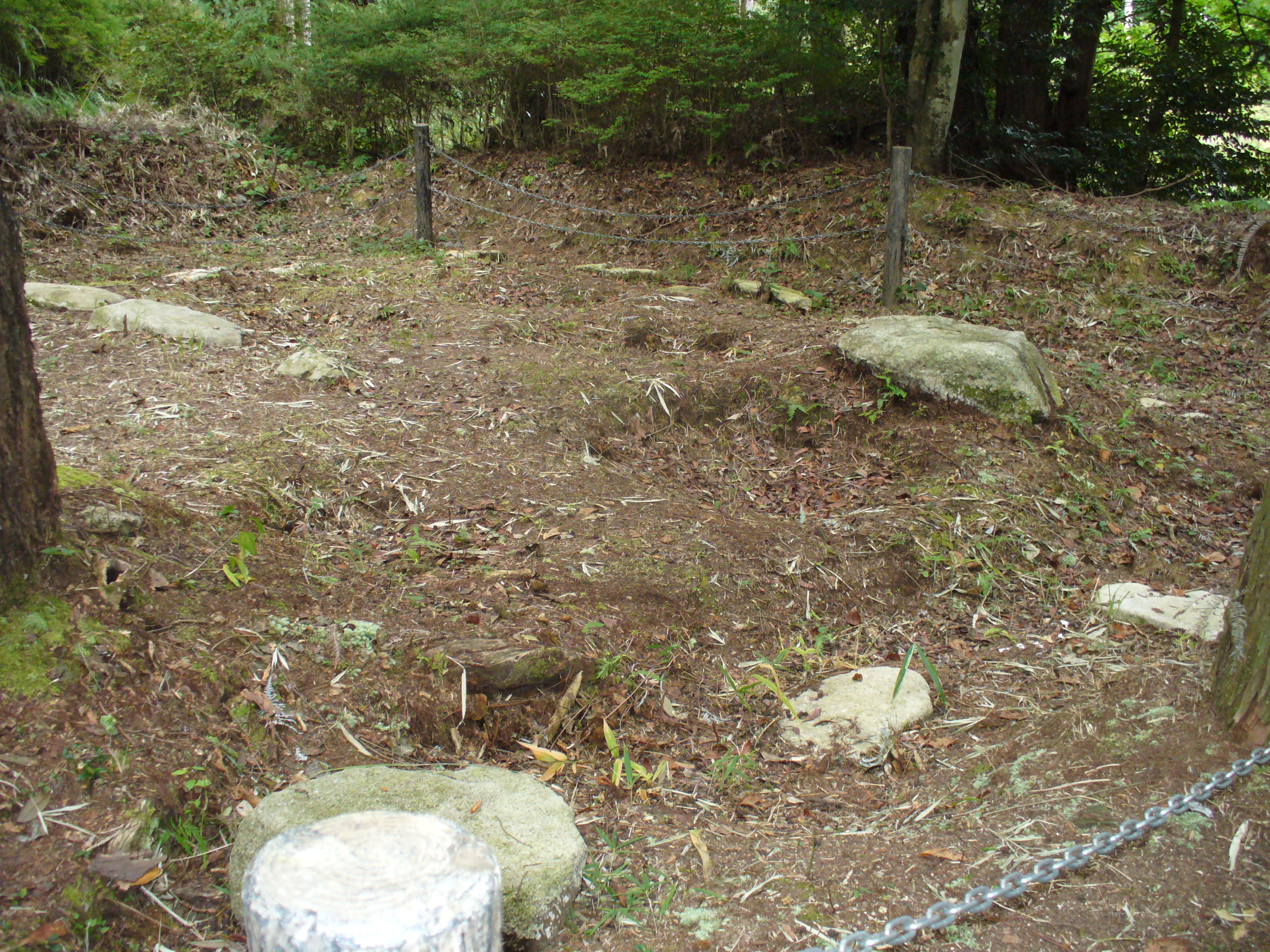
三重塔跡

## 文化財

### 国宝
- 本堂 附：厨子1基

### 重要文化財
- 弁天堂 - 入母屋造、桁行一間、梁間一間。
- 木造阿弥陀如来坐像
- 木造阿弥陀如来坐像
- 木造釈迦如来坐像
- 絹本著色十六羅漢像 16幀（とう） - 奈良国立博物館寄託。

### 滋賀県指定有形文化財
- 木造聖観音菩薩立像
- 木造菩薩形立像
- 絹本著色観経変相図 - 鎌倉時代。
- 絹本著色観経変相図 - 室町時代。
- 絹本著色聖観音曼荼羅図
- 黒漆磬架 1基
- 長寿寺制札 2枚

### 湖南市指定有形文化財
- 石造多宝塔

## アクセス
- JR草津線石部駅から湖南市コミュニティバスで長寿寺停留所下車、徒歩1分。
- 同駅から車で8分。

駐車場
普通車10台、大型車7台

## 拝観情報
- 開門時間 - 9時から16時
- 拝観料 - 境内参拝自由、寺宝拝観500円（要予約）

## 周辺情報
- 常楽寺
- 臥龍の森 - 森林浴の森100選
- 石部宿場の里
- 東海道石部宿歴史民俗資料館
- 吉御子神社